# Quatre études de Szymanowski
Les Quatre études pour piano, op. 4, ont été composés de 1900 à 1902 par Karol Szymanowski. À la différence des Douze études, op. 33 de 1906, cette partition témoigne de l'influence de Chopin, Liszt et Scriabine.
La 3e Étude, sous les doigts de Paderewski, a contribué à la célébrité du compositeur polonais.

## Composition
Karol Szymanowski compose ses Quatre études de 1900 à 1902. La partition est publiée en 1906 à Varsovie, puis en 1913 par les éditions Universal.

## Présentation
1. Allegro moderato à quatre temps (noté ) en mi bémol mineur ;
2. Allegro molto, leggiero e veloce à 
, en sol bémol majeur ;
3. Andante, in modo d'una canzone à 
, en si bémol mineur ;
4. Allegro (ma non troppo). Affetuoso e rubato à quatre temps (noté ) en do majeur.

## Analyse
Les Quatre études sont une partition de jeunesse de Karol Szymanowski, marquées par des « influences conjuguées et contradictoires. Scriabine surtout est omniprésent, qui présidait déjà aux Préludes ».
Paderewski interprète la 3e Étude, et cette partition « fait (en dehors de sa Pologne natale) la gloire étroite de Szymanowski », avec le Stabat Mater op. 53 et « cette Fontaine d'Aréthuse que les violonistes extraient de Mythes op. 30 pour leur bis de concert ». Selon Guy Sacre, « les Préludes, les Études op. 4 et les deux cahiers de Variations (op. 3 et op. 10) témoignent de dons magnifiques, qui ne sont pas uniquement ceux du suiveur et de l'épigone ».

### Ouvrages généraux
- André Lischke et François-René Tranchefort (dir.), Guide de la musique de piano et de clavecin : Karol Szymanowski, Paris, Fayard, coll. « Les Indispensables de la musique », 1987, 869 p. (ISBN 978-2-213-01639-9), p. 801-805.
- Guy Sacre, La musique de piano : Karol Szymanowski, vol. II (J-Z), Paris, Robert Laffont, coll. « Bouquins », 1998, 2998 p. (ISBN 978-2-221-08566-0), p. 2762-2778.